# Kerstin Thieleová
Kerstin Thiele, (* 26. srpna 1986, Riesa, Německá demokratická republika) je reprezentantka Německa v judu. Je majitelkou stříbrné olympijské medaile.

## Sportovní kariéra
S judem začala v 9 letech v rodném městě pod vedením Uwe Förstera. Později se přesunula do nedalekého Lipska, kde se připravovala pod Detlefem Quickem a od roku 2009 Markusem Jähnem. Civilním povoláním je policistka.
V roce 2012 neměla dostatek bodů pro kvalifikaci na olympijské hry v Londýně. Ve hře však byly dvě místa od Evropské judistické unie, které obsadily podle bodů Ukrajinka Smalová a její reprezentační kolegyně Iljana Marzoková. Za Marzokovou skončila ona, ale kvůli lepší formě byla nakonec nominována. V Londýně předvedla takticky vyzrálý výkon, dostala se do finále, kde nestačila na Francouzku Décosse. Získala stříbrnou olympijskou medaili.
Po olympijských hrách v Londýně změnila střední váhu za polotěžkou.

## Výsledky
| Olympijské hry     | —   |    |   |    | —  |     |     |    | 2.  |     |  |  |  |  |  |  |  |  |  |  |  |  |  |  |  |
| Mistrovství světa  |     | —  |   | —  |    | úč. | úč. | —  |     | úč. |  |  |  |  |  |  |  |  |  |  |  |  |  |  |  |
| Mistrovství Evropy | —   | —  | — | —  | 3. | 2.  | —   | 7. | úč. | —   |  |  |  |  |  |  |  |  |  |  |  |  |  |  |  |
| ME do 23 let       | —   | —  | — | 2. | —  |     |     |    |     |     |  |  |  |  |  |  |  |  |  |  |  |  |  |  |  |
| MS juniorů         | úč. |    |   |    |    |     |     |    |     |     |  |  |  |  |  |  |  |  |  |  |  |  |  |  |  |
| ME juniorů         | —   | 1. |   |    |    |     |     |    |     |     |  |  |  |  |  |  |  |  |  |  |  |  |  |  |  |